# Carl Ferger
Carl Christian Ferger (* 15. März 1818 in Westerburg im Herzogtum Nassau; † 4. Juli 1879 ebenda) war ein deutscher Bürgermeister und Mitglied der Zweiten Kammer der Landstände des Herzogtums Nassau.

## Leben
Carl Ferger war ein Sohn des Bäckers und Bierbrauers Wilhelm Ferger (1789–1863) und dessen Ehefrau Anna Sophia Christina Löhr (1787–1846). Er übernahm den väterliche Bäckerei und war in seinem Heimatort Westerburg als Bürgermeister tätig. In dieser Funktion erhielt er 1865 in einer Nachwahl ein Mandat für die Zweite Kammer des Nassauischen Kommunallandtags, gewählt im Wahlkreis III Rennerod.
Ferger war Mitglied der Nassauischen Fortschrittspartei und blieb bis 1866 in dem Parlament, als es aufgelöst und durch den Nassauischen Kommunallandtag abgelöst wurde.